# Takuya Takagi
Takuya Takagi (Nagasaki, 12. studenog 1967.) japanski je bivši nogometaš.

## Klupska karijera
Igrao je za Fujita Industries, Sanfrecce Hiroshima, Verdy Kawasaki i Consadole Sapporo.

## Reprezentativna karijera
Za japansku reprezentaciju igrao je od 1992. do 1997. godine. Odigrao je 44 utakmice postigavši 27 pogodaka.
S japanskom reprezentacijom Takuya Takagi je igrao na Azijskom kupu 1988., 1992. i 1996.

## Statistika
| Japan  | Japan | Japan |
| Godina | Nast. | Gol.  |
| ------ | ----- | ----- |
| 1992.  | 11    | 5     |
| 1993.  | 13    | 7     |
| 1994.  | 5     | 2     |
| 1995.  | 0     | 0     |
| 1996.  | 10    | 6     |
| 1997.  | 5     | 7     |
| Ukupno | 44    | 27    |

## Vanjske poveznice
- National Football Teams
- Japan National Football Team Database